# Batwara
Pour plus de détails, voir Fiche technique et Distribution.
Batwara est un film d'action du cinéma indien, en hindi, de 1989, réalisé par J. P. Dutta. Il met en vedette Dimple Kapadia, Dharmendra, Vinod Khanna, Amrita Singh et Shammi Kapoor. Le film est un succès au box-office. 

## Fiche technique
Sauf indication contraire, les informations mentionnées dans cette section peuvent être confirmées par la base de données cinématographiques IMDb,  présente dans la section « Liens externes ».
- Titre : Batwara
- Réalisation : J. P. Dutta
- Langue : Hindi
- Genre : Film d'action
- Durée : 201 minutes (3 h 21)
- Dates de sorties en salles :
  -  Inde : 14 juillet 1989